# Marcus Campbell
Marcus Campbell (* 22. September 1972 in Dumbarton) ist ein ehemaliger schottischer Snookerspieler, der von 1991 bis 2015 Profispieler war. In dieser Zeit gewann er zwei professionelle Turniere und spielte ein Maximum Break.

## Karriere
Campbell wurde in Dumbarton geboren und lebt dort auch noch. Deshalb ist er in der Snooker-Welt auch unter dem Spitznamen The Dumbarton Destroyer bekannt. Ab Mitte der 1980er-Jahre nahm Campbell regelmäßig an britischen Amateurturnieren teil. 1988 erreichte er das Halbfinale der schottischen Meisterschaft, 1989 gewann er das Turnier. Anschließend erreichte er das Viertelfinale der Amateurweltmeisterschaft. Gleichzeitig misslang es dem jungen Schotten aber, sich für die Profitour zu qualifizieren. Immerhin  konnte er erste Profierfahrungen beim Kent Cup sammeln. Die Ausgabe 1990 gewann er gegen Tom Finstad, im Finale der Ausgabe 1991 verlor er gegen Joe Swail. Noch im selben Jahr wurde er selbst Profispieler, als sportliche Qualifikationsbeschränkungen für die Profitour entfielen.
Campbells erste Profisaisons liefen eher enttäuschend. Er konnte nicht wirklich an seine Erfolge als Amateur anknüpfen und schied oft früh aus. Nur vereinzelt gelang ihm der Einzug in die Hauptrunden der Profiturniere, so unter anderem bei der UK Championship 1996. Sein bestes Ergebnis erzielte er mit einer Halbfinalteilnahme bei der Benson and Hedges Championship 1997, doch das Ergebnis war im Prinzip irrelevant, da genau dieses Turnier keinen Einfluss auf die Snookerweltrangliste hatte. Auf dieser stand er Mitte 1997 nur auf Rang 97. Da gleichzeitig durch eine Modusänderung die Zahl der Profispieler auf der Profitour reduziert wurde, musste Campbell sich gesondert für die nächste Saison qualifizieren. Das gelang ihm direkt im ersten Event der WPBSA Qualifying School. In der anschließenden Saison erreichte er bei den Scottish Open erstmals das Viertelfinale eines Ranglistenturnieres. Am Ende der Saison hatte er sich um mehr als 20 Plätze verbessert.
Danach etablierte sich der Schotte auf einem höheren Leistungsniveau. Nun erreichte er öfter die Hauptrunden der Profiturniere, falls er doch mal in der Qualifikation ausschied, so handelte es sich meist um Niederlagen in den finalen Runden der Qualifikation. Bis 2002 stand er insgesamt drei weitere Male im Achtelfinale eines Ranglistenturnieres, unter anderem bei der UK Championship 1998. Im Rahmen dieses Turnieres gelang ihm ein 9:0-Whitewash über den damals sechsfachen Weltmeister und dominierenden Spieler Stephen Hendry. Dieser Sieg galt medial als Sensation und brachte Campbell entsprechende Aufmerksamkeit ein. Bei der Weltmeisterschaft 2001 zog er dann erstmals in die WM-Hauptrunde ein. Zuvor hatte er 1998 erneut das Halbfinale der Benson and Hedges Championship erreicht, nach wie vor brachte ihm das aber keine Weltranglistenpunkte. Trotzdem war er seit 1998 konstant in den Top 64 der Weltrangliste platziert. Zwischen 2000 und 2002 belegte er mit Rang 41 über zwei Spielzeiten hinweg den bis dahin besten Platz seiner Karriere.
Anschließend musste Campbell wieder eine leichte Formverschlechterung hinnehmen. Er verlor wieder etwas häufiger in früheren Turnierrunden, über die Runde der letzten 32 kam er bei einem Ranglistenturnier nie hinaus. Zwar gelang ihm beim Masters Qualifying Event 2005 der Einzug ins Viertelfinale, doch als Nachfolgeturnier der Benson and Hedges Championship hatte auch das Turnier keinen Einfluss auf die Weltrangliste. Dort pendelte sich Campbell in der Region um Platz 50 ein, nachdem er zum Ende der Saison 2003/04 mit Rang 63 fast aus den sicheren Top 64 herausgerutscht war. Bis zum Ende des Jahrzehnts kehrte Campbell aber wieder zu alter Stärke zurück. Nun waren Hauptrundenteilnahmen der Normalfall. Beim Grand Prix 2007 erreichte er zum ersten seit 2000 wieder das Achtelfinale eines Ranglistenturnieres. Bei der Weltmeisterschaft 2010 stand er sogar erst zum zweiten Mal in seiner Karriere in der WM-Hauptrunde. Von daher startete er von Platz 40 der Weltrangliste in ein neues Jahrzehnt. Zusätzlich spielte er 2008 bei der Bahrain Championship das einzige Maximum Break seiner Profikarriere. Es war zugleich das erste professionelle und offiziell anerkannte 147er-Break im Nahen Osten. Zwischenzeitlich machte er auch einen nennenswerten Ausflug in den Amateurbereichen. Bei seiner Teilnahme am Paul Hunter Classic 2009, das damals noch nicht als Profiturnier anerkannt war, erreichte er immerhin das Achtelfinale.

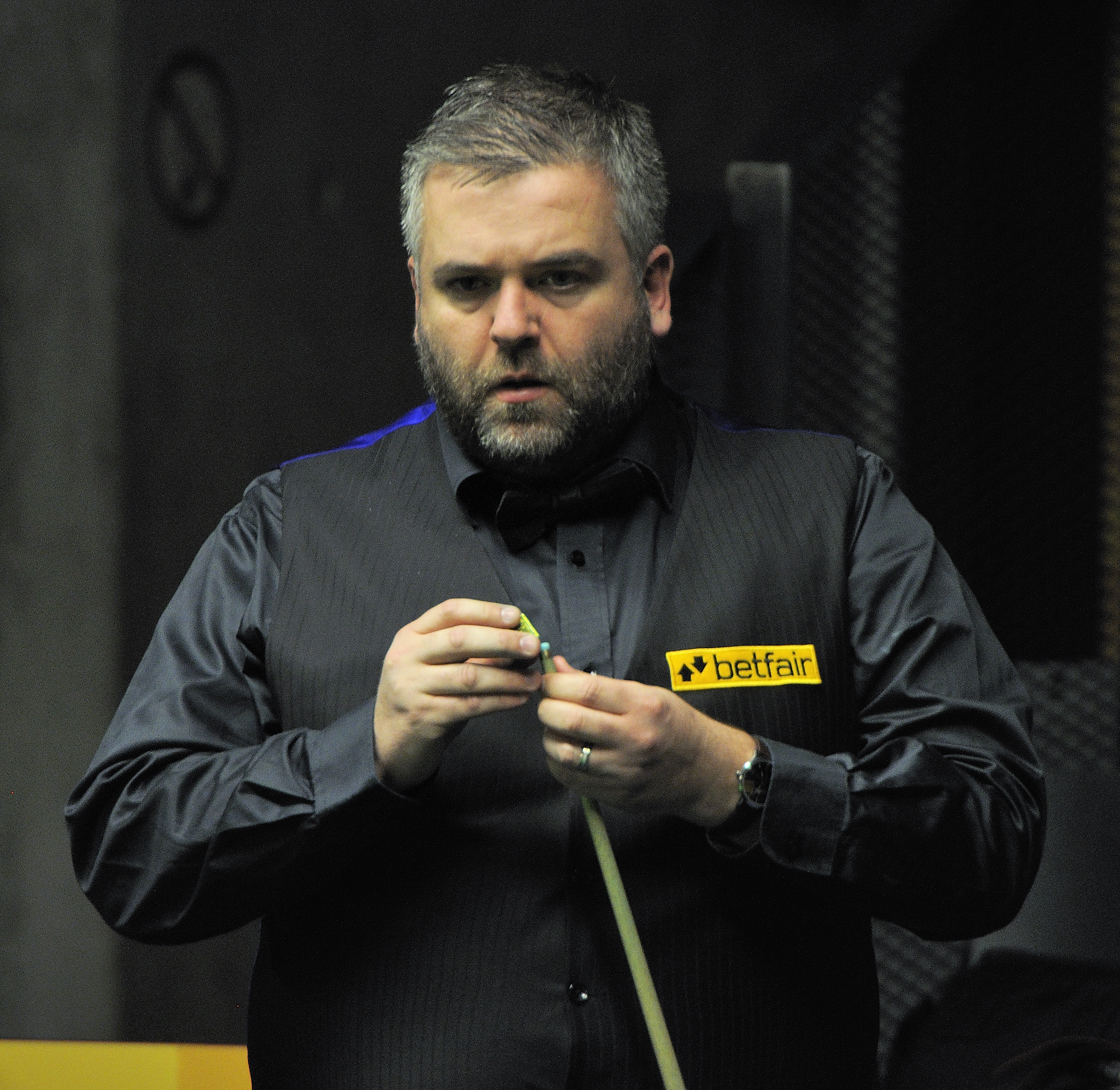
Campbell beim German Masters 2013

Mit dem neuen Jahrzehnt änderte sich auch viel auf der Profitour. Mit der Einführung der Players Tour Championship (PTC) und weiteren Reformen des neuen Funktionärs Barry Hearn stieg die Zahl der Profiturniere stark an. Campbell profitierte von den neuen Möglichkeiten ungemein, seine Ergebnisse verbesserten sich merklich. Direkt in der Saison 2010/11 stand er in mehreren Achtelfinals, im Viertelfinale der PTC Grand Finals und im Halbfinale des sechsten PTC-Events und des Snooker Shoot-Outs. Sein Auftaktspiel gegen Jimmy Michie führte anschließend zu einer Kontroverse, da ungewöhnlich viele Wetten auf einen Sieg von Campbell platziert wurden. Ein Wettbetrug konnte keinem der beiden Spieler nachgewiesen werden. Mit dem Rhein-Main Masters gewann er zudem zum ersten Mal seit 1991 ein Profiturnier. Am Saisonende erreichte er ein weiteres Mal die Hauptrunde der Weltmeisterschaft. Die Saison beendete er auf Platz 24, so hoch platziert wie nie zuvor.
In den beiden anschließenden Saisons konnte er nicht ganz an diese Topform anschließen. Auch wenn er weiterhin regelmäßig in einem Achtelfinale stand, erreichte er nur drei weitere Viertelfinals (unter anderem bei den China Open 2013) sowie ein weiteres Halbfinale (beim Wuxi Classic 2012). Im April und Mai 2012 wurde er trotzdem auf Platz 20 der Weltrangliste geführt, der besten Platzierung seiner Karriere. Auf der Weltrangliste konnte er insgesamt sein Niveau in etwa halten; er verschlechterte sich bis 2013 marginal und wurde Mitte 2013 immer noch auf Platz 28 geführt. Doch in den zwei anschließenden zwei Spielzeiten brach Campbells Form ein und der Schotte verlor regelmäßig Qualifikationsspiele. Aus diesem Grund rutschte er bis Mitte 2015 mit Rang 68 aus den sicheren Top 64 heraus und verlor daher seinen Profistatus. Da ihm weder eine Qualifikation über die Ein-Jahres-Weltrangliste noch über die Q School 2015 gelang, blieb er Amateur. Direkt danach beendete er seine Karriere.
Lange Zeit spielte der Schotte mit Brille, irgendwann vor 2008 ließ er sich aber seine Sehschwäche weglasern, in der Hoffnung, so sein Spiel verbessern zu können. 2018 nahm er unter anderem zusammen mit John Higgins, Anthony McGill und Profi-Schiedsrichter Leo Scullion an einem Trainingskurs für angehende Snookertrainer in Schottland teil.

## Erfolge
| Ausgang         | Jahr | Turnier                           | Finalgegner    | Ergebnis |
| --------------- | ---- | --------------------------------- | -------------- | -------- |
| Profiturniere   |      |                                   |                |          |
| Sieger          | 1990 | Kent Cup                          | Tom Finstad    | 4:1      |
| Zweiter         | 1991 | Kent Cup                          | Joe Swail      | 0:5      |
| Sieger          | 1997 | WPBSA Qualifying School – Event 1 | Sean Storey    | 5:2      |
| Sieger          | 2010 | Rhein-Main Masters                | Liang Wenbo    | 4:0      |
| Amateurturniere |      |                                   |                |          |
| Sieger          | 1989 | Schottische Snooker-Meisterschaft | Mark Cadenhead | 9:6      |